# The View (programma televisivo)
The View (in italiano traducibile come Il punto di vista) è un programma televisivo statunitense in onda sul canale ABC. La trasmissione è stata concepita per essere condotta da un gruppo di sole donne, di diversa età, ideologia ed estrazione sociale.

## Creazione
Dopo la cancellazione del programma Caryl & Marilyn: Real Friends, il palinsesto della ABC si ritrovò uno spazio vacante e così l'11 agosto 1997 venne sperimentato un nuovo talk-show ideato dalla nota giornalista Barbara Walters. Come ambientazione del programma venne sfruttato un set lasciato libero dalla soap opera The City, cancellata poco tempo prima.
Dieci giorni dopo l'esordio, la giornalista Caryn James ne scrisse una critica sul New York Times; nella recensione, la James espresse pareri positivi, arrivando a paragonare la trasmissione al Rat pack".
Originariamente era stata prevista una conduzione a quattro: Meredith Vieira, Star Jones e Debbie Matenopoulos erano fisse e di volta in volta Barbara Walters e Joy Behar si alternavano come "quarta". Tuttavia la Behar venne promossa a conduttrice fissa e la Walters divenne la quinta presenza. Nell'apertura dell'episodio seguente la voce fuori campo di Barbara Walters pronunciò il seguente discorso:
«Ho sempre voluto fare uno show con donne di differente generazione, formazione e punto di vista: una madre lavoratrice, una professionista trentenne, una giovane donna agli inizi, e infine qualcuno che ha fatto più o meno tutto e potrebbe parlare più o meno di qualsiasi cosa. E in un mondo perfetto, io avrei potuto unirmi al gruppo ogniqualvolta lo avessi desiderato....»

## Cast
Nei primi quattordici anni di trasmissione, The View ha avuto dieci co-conduttrici. La Walters e la Behar sono le uniche presenti sin dall'inizio dello show e la Behar è quella che ha condotto più puntate.
     Membro originario
     Sostituta
     Attuale
| Posto                | Nome                 | Prima apparizione | Ultima apparizione |
| Prima (Moderatrice)  | Meredith Vieira      | 11 agosto 1997    | 9 giugno 2006      |
| Prima (Moderatrice)  | Rosie O'Donnell      | 5 settembre 2006  | 23 maggio 2007     |
| Prima (Moderatrice)  | Whoopi Goldberg      | 4 settembre 2007  |                    |
| Seconda              | Joy Behar            | 12 agosto 1997    |                    |
| Terza                | Star Jones           | 11 agosto 1997    | 27 giugno 2006     |
| Terza                | Sherri Shepherd      | 10 settembre 2007 |                    |
| Quarta               | Debbie Matenopoulos  | 11 agosto 1997    | 24 dicembre 1998   |
| Quarta               | Lisa Ling            | 3 maggio 1999     | 5 dicembre 2002    |
| Quarta               | Elisabeth Hasselbeck | 24 novembre 2003  |                    |
| Quinta (Moderatrice) | Barbara Walters      | 11 agosto 1997    |                    |

## Episodi di rilievo

### L'abbandono di Star Jones
Quando, nel 2006, Meredith Vieira annunciò che avrebbe abbandonato lo show, venne comunicato che la sua sostituta sarebbe stata l'attrice Rosie O'Donnell. Pochi giorni dopo, si vociferò che anche Star Jones avrebbe lasciato la trasmissione. Secondo queste voci ciò sarebbe stato provocato da alcune vecchie divergenze fra la Jones e la O'Donnell: infatti il drastico dimagrimento della prima era stato smascherato dalla seconda come risultato di un intervento di bypass gastrico. Effettivamente poco dopo la Jones annunciò in diretta il suo abbandono, ma smentì che la causa fosse l'arrivo di Rosie O'Donnell e anzi sostenne che la scelta di lasciare la trasmissione non fosse stata una sua decisione. In seguito alla vicenda, Barbara Walters dichiarò di essersi sentita tradita dal comportamento della Jones.
Per occupare il posto di Star Jones si pensò all'attrice Sheryl Lee Ralph e all'editrice Gayle King, ma alla fine più di un anno dopo fu assunta la giovane attrice Sherri Shepherd.

### Il periodo O'Donnell
Con l'arrivo di Rosie O'Donnell, la trasmissione guadagnò una certa popolarità in termini di ascolti, la scenografia fu rivoluzionata e le tematiche affrontate con un approccio diverso.
Si iniziò ad esempio a parlare apertamente di politica: le due comiche (la Behar e la O'Donnell) usarono siparietti e battute per rivolgere critiche all'amministrazione Bush e alla gestione della guerra in Iraq; al liberalismo della O'Donnell si contrapponeva quasi sempre l'ideologia più conservatrice della Hasselbeck, che invece difendeva l'operato del governo, offrendo agli spettatori dei veri e propri contraddittori.
In più di un'occasione la O'Donnell scatenò vive polemiche, come quando a proposito del cristianesimo radicale disse che era pericoloso tanto quanto quello islamico.
Quasi in ogni puntata, la O'Donnell informava il pubblico delle morti e degli attacchi che si susseguivano in zona di guerra, accusando il resto dei media statunitensi di non esporre adeguatamente tutte le notizie. In un'occasione, parlando delle recenti stime dei civili deceduti, affermò: "Sono morti 655.000 civili iracheni. Chi sono i terroristi? Se voi foste in Iraq e un'altra nazione, gli Stati Uniti d'America, la più ricca del mondo, invadesse la vostra nazione e uccidesse 655.000 dei vostri cittadini, come ci chiamereste?". Gran parte dei conservatori insorsero in quanto la O'Donnell aveva paragonato i soldati americani a dei terroristi.
Dopo un'accesa discussione con la Hasselbeck riguardante il tema della guerra, Rosie O'Donnell chiese alla ABC di revocare il suo contratto ad un mese dalla scadenza e la richiesta fu accolta.
Per sostituire la O'Donnell furono fatti i nomi di Gayle King, Roseanne Barr e Mario Cantone, ma alla fine la spuntò Whoopi Goldberg.

### L'arrivo di Whoopi Goldberg
La partecipazione della Goldberg portò ulteriore popolarità alla trasmissione, che crebbe in ascolti rispetto all'edizione precedente. Whoopi si dimostrò degna "erede" della O'Donnell, in quanto più volte entrò in conflitto con la Hasselbeck per via di idee politiche divergenti.
Il 3 ottobre 2007 fra le due scoppiò un'aspra diatriba a causa delle rispettive posizioni in tema di aborto: la Hasselbeck sostenne che molte donne non avrebbero abortito se fosse stato dato loro un fondo finanziario pari a 5000 dollari; la Goldberg si risentì delle affermazioni della collega e la accusò di non essersi trovata mai nelle condizioni di cui parlava, difendendo il diritto di ogni donna a scegliere. La Goldberg fece presente che la decisione di abortire non è mai facile e che bisognerebbe mostrare un po' di rispetto verso le donne che scelgono di interrompere una gravidanza.
In un'altra occasione le cinque conduttrici si trovarono a discutere dell'uso del termine "nigger" in seguito ad una frase pronunciata da Jesse Jackson. La Goldberg e Sherri Shepherd, entrambe afroamericane, spiegarono che in un certo senso la parola è accettata all'interno della comunità nera e che a prescindere ognuno la utilizza e la interpreta come vuole. La Hasselbeck si disse amareggiata dalle loro opinioni e dichiarò in lacrime di sentirsi frustrata per l'uso della parola che viene proposto ad esempio nella cultura hip hop, poiché a suo dire essa riporta alla mente un grande dolore e non consente alla civiltà di progredire. Qualche giorno più tardi, ospite al Larry King Live, l'attrice Fran Drescher affermò di aver trovato inopportuno il pianto della Hasselbeck e di non capire il motivo di un tale sconvolgimento emotivo. La stessa Hasselbeck intervenne telefonicamente nel programma ed espresse il suo disappunto per le parole della Drescher.

### Elezioni presidenziali statunitensi del 2008

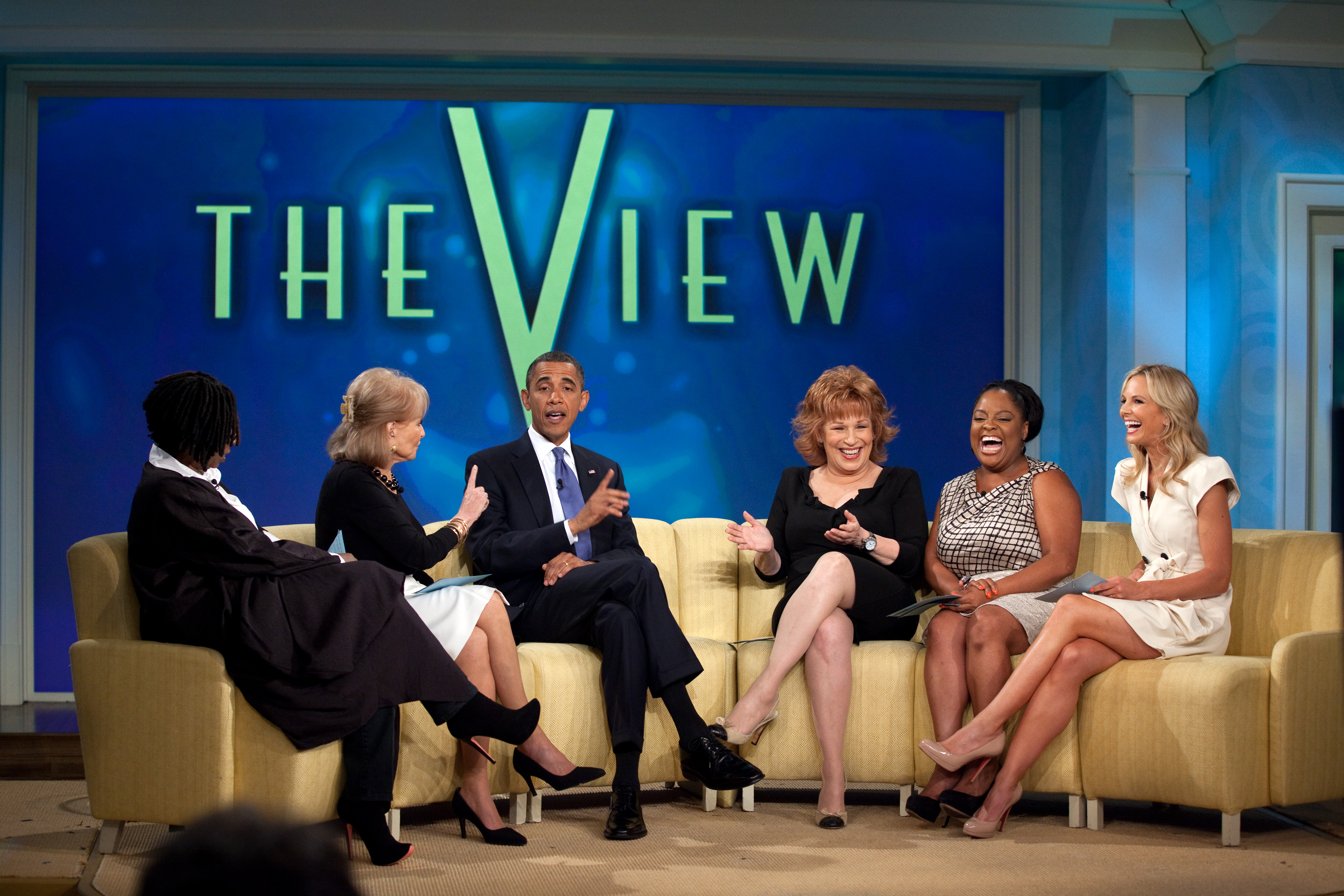
Il cast fisso di The View insieme al Presidente degli Stati Uniti d'America Barack Obama (da sinistra a destra: Whoopi Goldberg, Barbara Walters, Joy Behar, Sherri Shepherd ed Elisabeth Hasselbeck).

Nel settembre 2008, The View ritornò nei palinsesti della ABC ormai per la sua dodicesima stagione. Ovviamente la trasmissione si occupò principalmente delle imminenti elezioni presidenziali, concentrandosi soprattutto sulle due figure femminili impegnate nella campagna elettorale: Hillary Clinton e Sarah Palin.
Le polemiche all'interno del programma si attirarono un notevole interesse anche da parte degli altri mezzi di informazione. Ad esempio la presenza come ospite del comico Bill Maher causò un certo disagio a Elisabeth Hasselbeck per via delle critiche mosse verso la Palin e per via delle idee agnostiche di Maher, in grande contrasto con la fede cristiana della conduttrice.
Successivamente la Hasselbeck, grande sostenitrice dell'amministrazione Bush, cominciò ad appoggiare la campagna di McCain e della Palin; in un'occasione entrò in scena con indosso una maglietta da lei disegnata, sulla quale compariva a grandi lettere la scritta "Great AmeriCain Hero" (Grande Eroe AmeriCain). La t-shirt della Hasselbeck provocò al programma una pioggia di lamentele e critiche. Successivamente le magliette create dalla Hasselbeck furono messe in vendita per racimolare denaro da devolvere alla campagna di McCain.
Qualche tempo dopo venne fuori la notizia che Sarah Palin avesse speso 150.000 dollari della sua campagna per acquistare capi d'abbigliamento e accessori firmati. La Hasselbeck affermò che tutta l'attenzione dei media nei confronti del guardaroba della Palin fosse sessista.

### Posizioni sui matrimoni gay
Il giorno dopo le elezioni presidenziali, The View diede grande spazio all'evento e le conduttrici si trovarono a discutere riguardo ad alcune tematiche sociali come il matrimonio fra persone dello stesso sesso. Riguardo alla California Proposition 8, un referendum abrogativo della legge che consente i matrimoni gay, le quattro conduttrici si scontrarono: la Hasselbeck e la Shepherd si espressero a favore del referendum, difendendo a loro dire una "definizione biblica del matrimonio"; la Behar e la Goldberg invece difesero i matrimoni omosessuali e la Goldberg partecipò attivamente alla manifestazione contro il referendum svoltasi a New York.

### Polemiche Hasselbeck/Andrews
In una puntata del 2010, mentre le conduttrici parlavano dell'ultimo episodio di Dancing with the Stars (la versione americana di Ballando con le stelle), la Hasselbeck ironizzò sugli abiti troppo sexy della concorrente Erin Andrews. La Andrews, appena poche settimane prima, era stata vittima di un maniaco che l'aveva filmata nuda in un albergo e aveva diffuso le immagini sul web. La Hasselbeck quindi disse scherzando che se fosse stata nei panni dell'uomo, avrebbe aspettato qualche mese in modo da vederla svestita e senza avere problemi con la giustizia. Il partner di danza della Andrews, Maksim Chmerkovskiy, replicò in puntata affermando che la Hasselbeck a suo avviso era solo invidiosa e la giudicò come "stupida" per i suoi commenti.. Quest'ultima si scusò nell'episodio seguente di The View, asserendo che con il suo commento non aveva intenzione di offendere la Andrews.

### Il caso Gibson
Durante la puntata del 12 luglio 2010, a proposito delle recenti accuse di razzismo nei confronti dell'attore Mel Gibson, la Goldberg affermò che in base alla sua esperienza di amica e collega non se la sentiva di dire che Gibson fosse razzista. Le parole della Goldberg alimentarono la polemica e l'attrice si difese nel corso di un altro episodio, dichiarando che le sue intenzioni non erano quelle di difendere semplicemente l'amico, ma di dare testimonianza della sua esperienza.

### L'intervista a Bill O'Reilly
Il 14 ottobre 2010 la trasmissione ospitò il commentatore politico di Fox News Bill O'Reilly, noto conservatore. Durante l'intervista, O'Reilly dichiarò, a proposito della possibile costruzione di una moschea vicino a Ground Zero, che "i musulmani ci hanno uccisi l'11 settembre". Joy Behar e Whoopi Goldberg chiesero a O'Reilly di fare distinzione tra i musulmani e gli estremisti, ma data la fermezza dell'uomo sulle sue posizioni, le due conduttrici abbandonarono lo studio in segno di protesta.

### Posizioni sul femminismo
Durante una puntata andata in onda il 22 marzo 2024, venne chiesto alle co-conduttrici se ritenevano che gli uomini fossero utili nella società. La domanda fu accolta con scherni e dissenso da tutto il cast, e con pregiudizi basati sull'orientamento sessuale.
In una puntata del 9 maggio dello stesso anno, Whoopi Goldberg chiese se fosse opportuno pensare che i maschi siano più pericolosi degli orsi selvaggi. Sia la Goldberg sia Sunny Hostin affermarono in seguito di ritenerlo un dato di fatto provato da statistiche, provocando reazioni contrastanti nei principali media statunitensi e alimentando centinaia di migliaia di visualizzazioni.

## Premi e nomination
Premio Emmy per il Daytime
- Miglior Talk-Show
  - Nomination: 1998, 1999, 2000, 2001, 2002, 2003, 2004, 2005, 2006, 2007, 2008
  - Vinti: 2003 (Condiviso con The Wayne Brady Show)
- Miglior Conduttore di Talk-Show
  - Nomination: 1999, 2000, 2001, 2002, 2003, 2004, 2005, 2006, 2007, 2008, 2009, 2010
  - Vinti: 2009

People's Choice Awards
- 2009 Nomination come Talk-Show preferito
- 2010 Nomination come Conduttore di Talk-Show preferito

NAACP Image Award
- 2009 Premio come Miglior Talk-Show
- 2010 Nomination come Miglior Talk-Show
- 2011 Premio come Miglior Talk-Show